# Rial (La Baña)
Rial es una aldea española situada en la parroquia de Ordoeste, del municipio de La Baña, en la provincia de La Coruña, Galicia.

## Demografía
| Gráfica de evolución demográfica de Rial entre 2000 y 2018 |
|                                                            |
| Datos según el nomenclátor publicado por el INE.           |